# Рак, Хайнц
Хайнц Адольф Рак (нем. Heinz Adolf Raack; 18 мая 1917, Берлин — 26 декабря 2002, Берлин) — немецкий хоккеист на траве, полузащитник. Серебряный призёр летних Олимпийских игр 1936 года.

## Биография
Хайнц Рак родился 18 мая 1917 года в немецком городе Берлин.
Играл в хоккей на траве за «Берлинер», в составе которого выиграл чемпионат Германии в 1937—1938 годах.
В 1936 году вошёл в состав сборной Германии по хоккею на траве на летних Олимпийских играх в Берлине и завоевал серебряную медаль. Играл на позиции полузащитника, провёл 1 матч, мячей не забивал.
В 1935—1942 годах провёл за сборную Германии 15 матчей.
Умер 26 декабря 2002 года в Берлине.